# Batam
Batam este un oraș din Indonezia.